# James C. Fletcher

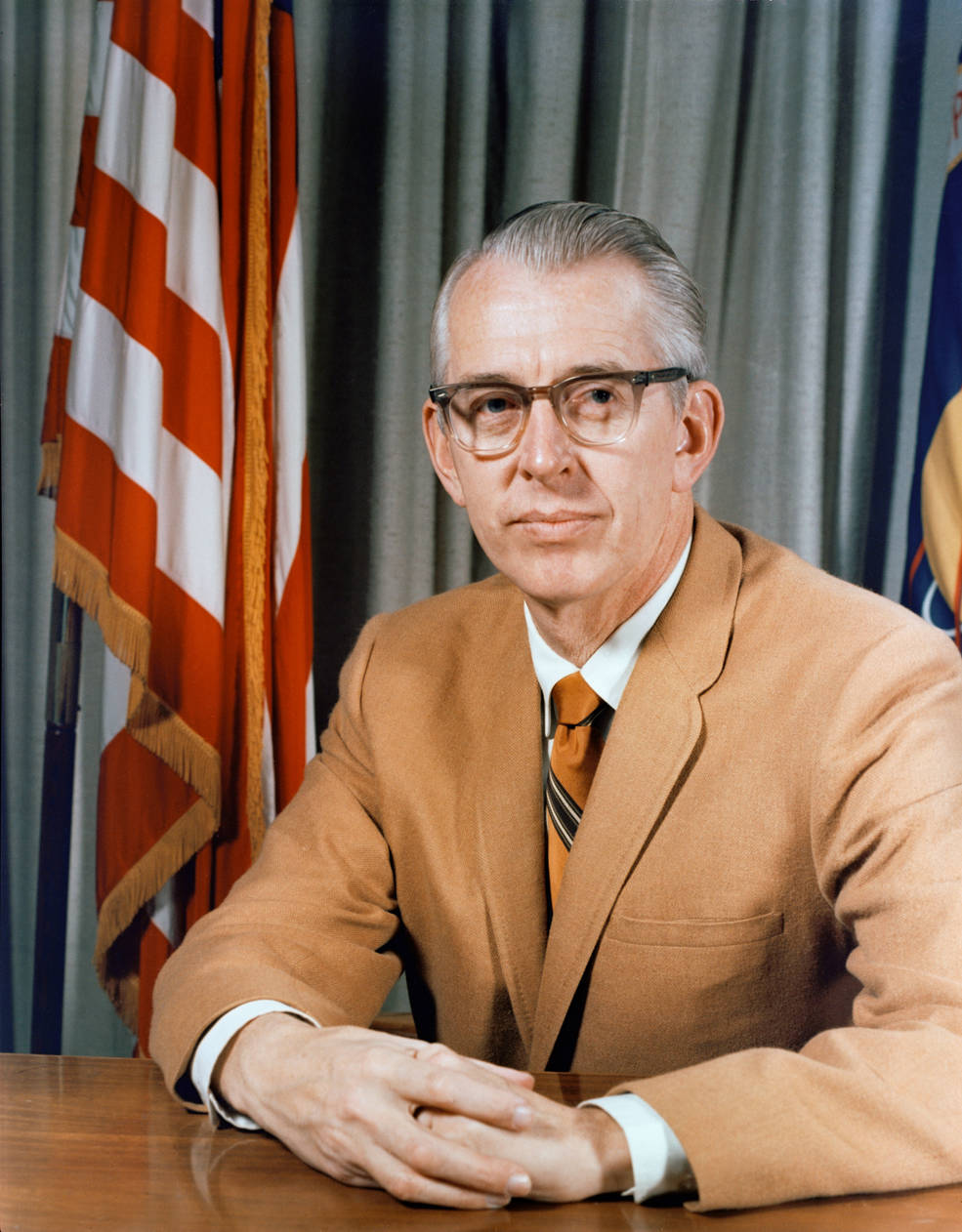
James C. Fletcher.

James Chipman Fletcher (1919 - 1991). Nació el 5 de junio de 1919 en Millburn, Nueva Jersey y falleció el 22 de diciembre de 1991 en Washington. Fue el 4º y 7º Administrador de la NASA. Su primer mandato fue del 27 de abril de 1971 a 1 de mayo de 1977; el segundo desde el 12 de mayo de 1986 hasta el 8 de abril de 1989.
| Predecesor: Thomas O. Paine | Administrador de la NASA (Primer mandato) 1971 - 1977 | Sucesor: Robert A. Frosch |

| Predecesor: James M. Beggs | Administrador de la NASA (Segundo mandato) 1986 - 1989 | Sucesor: Richard H. Truly |

- Datos: Q976129
- Multimedia: James C. Fletcher / Q976129